# Heinrich Dörrie
Heinrich Dörrie (Hannover, 2 de dezembro de 1873 – 1955) foi um matemático alemão.
Após o Abitur em 1895 na Leibnizschule em Hannover Dörrie estudou matemática, física, geografia, inglês e francês na Universidade de Göttingen e na Universidade de Leipzig. Foi em 1902/1903 Probelehrer no Königliches Gymnasium em Fulda e depois Oberlehrer no Realprogymnasium em Biedenkopf. De 1908 a 1942 foi Lehrer na Oberrealschule em Wiesbaden.
Dörrie obteve um doutorado em 1898 na Universidade de Göttingen, orientado por David Hilbert, com a tese Das quadratische Reciprocitätsgesetz im quadratischen Zahlkörper mit der Classenzahl 1).
Conhecido principalmente por seu livro Triumph der Mathematik, no qual são apresentados 100 problemas históricos da matemática elementar com solução completa.

## Publicações
- Triumph der Mathematik. Hundert berühmte Probleme aus zwei Jahrtausenden mathematischer Kultur. Ferdinand Hirt, Breslau 1933 (Jahrbuch-Rezension); 5. Auflage Physica-Verlag, Würzburg 1958 (= 2. ergänzte Auflage; Jahrbuch-, Zentralblatt-Rezension)
  - 100 Great Problems of Elementary Mathematics, Dover Publications, New York 1965, ISBN 0-486-61348-8 (englische Übersetzung der 5. Auflage von David Antin; Zentralblatt-Rezension)
  - A diadalmas matematika, Gondolat Kiadó, Budapest 1965 (ungarische Übersetzung von László Vekerdi)
  - Sūgaku-100-no-shōri (3 Bände), Shupuringā, Tōkyō, ISBN 4-431-70687-9, ISBN 4-431-70701-8, ISBN 4-431-70702-6 (japanische Übersetzung)
- Grundriß der Physik. Mit besonderer Berücksichtigung der Anwendungen, Ferdinand Hirt, Breslau 1940; 2. ergänzte Auflage 1942
- Determinanten, R. Oldenbourg, München 1940 (Jahrbuch-, Zentralblatt-Rezension)
- Vektoren, R. Oldenbourg, München 1941 (Jahrbuch-, Zentralblatt-Rezension)
- Quadratische Gleichungen, R. Oldenbourg, München 1943 (Zentralblatt-Rezension)
- Mathematische Miniaturen, Ferdinand Hirt, Breslau 1943; Nachdruck M. Sändig, Wiesbaden 1969; 1999 (2001), ISBN 3-253-02115-7
- Kubische und biquadratische Gleichungen, Leibniz-Verlag (R. Oldenbourg), München 1948
- Ebene und sphärische Trigonometrie, R. Oldenbourg, München 1950 (Zentralblatt-Rezension)
- Unendliche Reihen, R. Oldenbourg, München 1951 (Zentralblatt-Rezension)
- Einführung in die Funktionentheorie, R. Oldenbourg, München 1951 (Zentralblatt-Rezension)
- Praktische Algebra, R. Oldenbourg, München 1955 (Zentralblatt-Rezension)